# Urriðavatn
Urriðavatn är en sjö på Island. Dess yta är 1,0 km2.